# 셜리 (영화)
《셜리》(영어: Shirley)는 2020년 개봉한 미국의 전기 드라마 영화이다. 조지핀 데커가 감독을 맡았으며, 수전 스카프 머렐의 동명 소설이 영화의 원작이다. 미국의 작가 셜리 잭슨을 소재로 한 영화로, 배우 엘리자베스 모스가 그를 연기한다. 2020 선댄스 영화제에서 전 세계 최초로 공개되었다.

## 출연
- 엘리자베스 모스 - 셜리 잭슨
- 마이클 스툴바그 - 스탠리 에드거 하이먼
- 오데사 영 - 로즈 넴저 / 폴라
- 로건 러먼 - 프레드 넴저
- 빅토리아 페드레티 - 캐서린
- 올라 캐시디 - 캐럴라인
- 로버트 울 - 랜디 피셔